# Haunisen allas
Haunisen allas eller Haunistenallas är en sjö i Finland. Den ligger i kommunen Reso i landskapet Egentliga Finland, i den sydvästra delen av landet, 150 km väster om huvudstaden Helsingfors. Haunisen allas ligger 22 meter över havet. Arean är 38,1 hektar och strandlinjen är 4,49 kilometer lång. Sjön  ingår i Skärgårdshavets kustområde, Åland.   I omgivningarna runt Haunisen allas växer i huvudsak barrskog.